# Seigneurie d’Eclépens

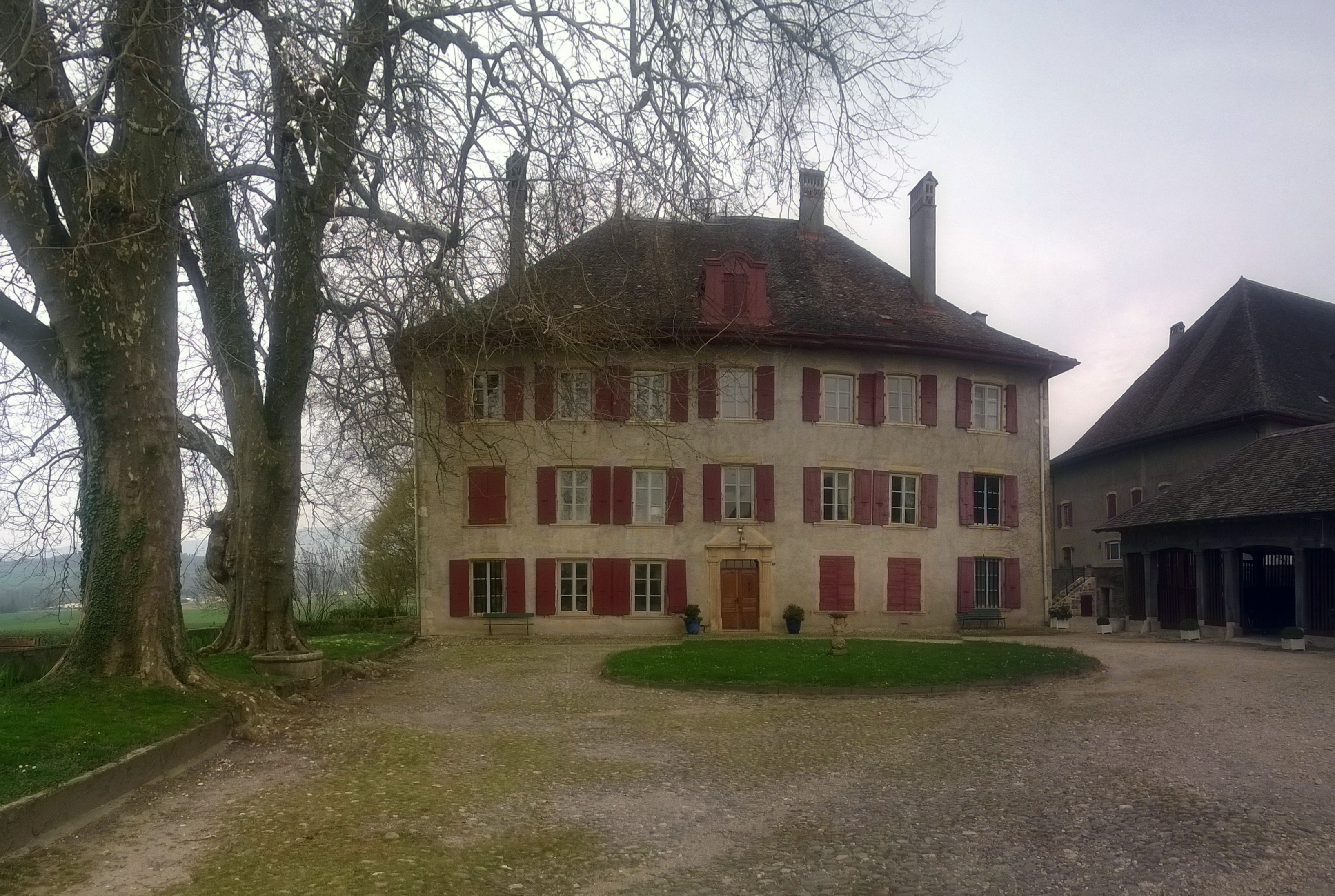
Seigneurie d’Eclépens

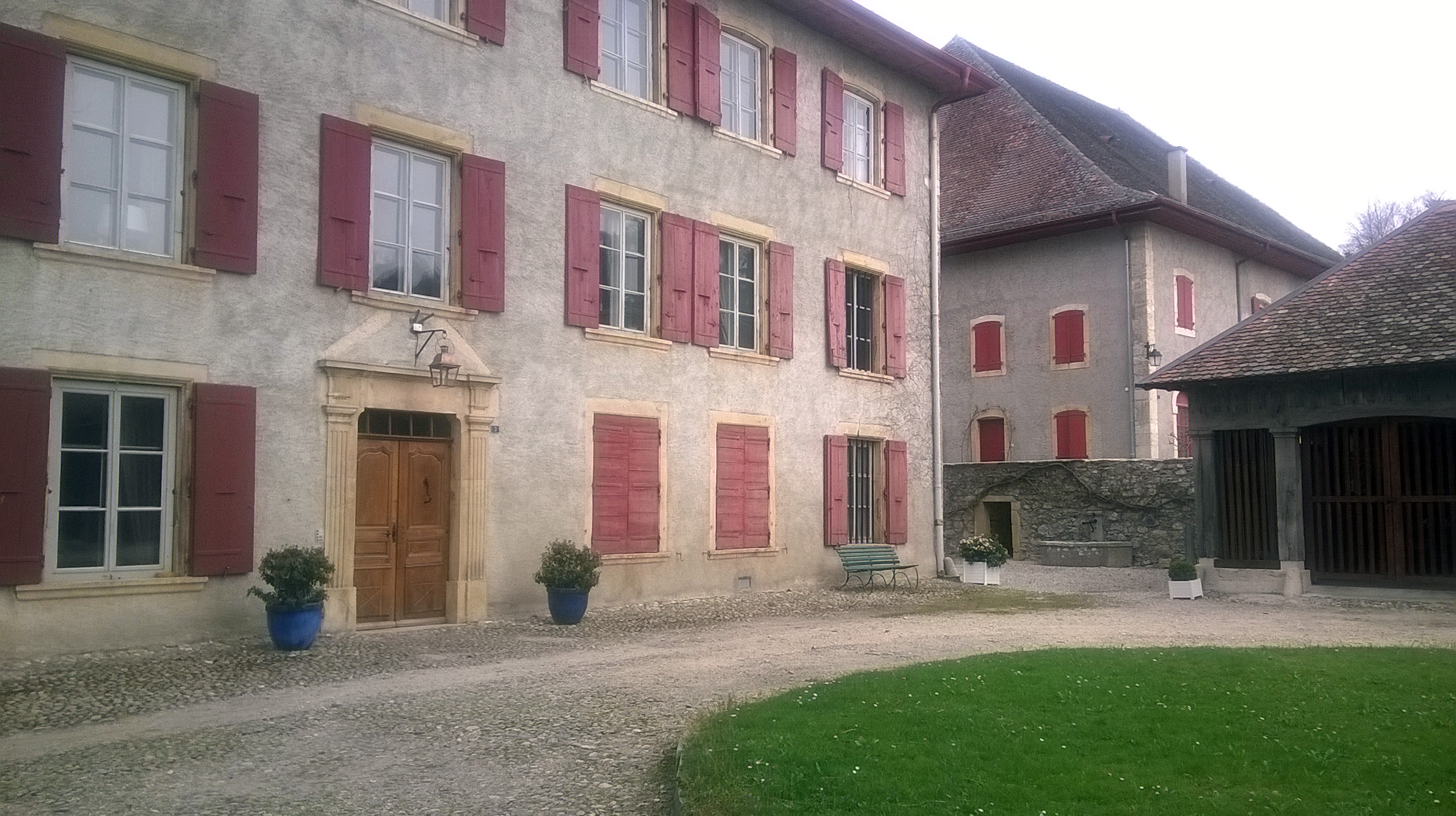
Details der Fassade mit Nebengebäuden

Die Seigneurie d’Eclépens, auch Château d’Eclépens, im waadtländischen Eclépens ist ein Herrenhaus und eine Kellerei, die in ihrer heutigen Form aus dem späten 18. Jahrhundert stammen. Es ging aus dem Vermögen des Joseph von Gingins (1554–1623), Baron von La Sarraz, hervor. Er war der Sohn eines Jean, der aus Divonne-les-Bains eingewandert war. Die Schmuckfassade zeigt zum Innenhof. Die schlichte, aber eindrucksvolle Architektur, ist durch die siebenachsige Fensterstruktur in gelbem Kalkstein aus Sarraz gegliedert. Der gepflasterte Hof mit mehreren ländlichen Nebengebäuden zeugt von der Bedeutung der Landwirtschaft und des Weinbaus, der hier noch immer beheimatet ist.

## Geschichte
Das rechteckige, dreistöckige Gebäude mit zum Garten hin angebautem Turm wurde nachgewiesen in den Jahren 1626, 1699 und 1786 umgebaut. 1626 war es Albert I von Gingins, dem Eclépens beim Tod seines Vaters Joseph zugeteilt worden war. Er wandelte das ehemalige Pfarrhaus der nahen St.-Pierre-Kirche zum sogenannten «Château-Dessus», also dem unterhalb liegenden Schloss um. Der Sturz der Eingangstür trägt noch die Jahreszahl 1699, dem Abschlussjahr der zweiten grossen Umbauphase, für die sich  Gabriel (1659–1743) verantwortlich zeigte. 1786 baute François-Louis de Gingins (1698–1790) mit Hilfe seines Sohnes Alexandre (1737–1810) ein weiteres Mal um. Ein Plan von 1716 zeigt, dass gegenüber heute seine Aussenhülle nicht vergrössert worden war.
Der heutige Besitz gehört Georges de Coulon und dessen Sohn. Die ursprünglich aus Neuenburg NE stammende Familie bewirtschaftet den Betrieb inzwischen in der siebten Generation. Den fünfeinhalb ha. grossen Winzerbetrieb leitet Ewald Mols, dem als beratende Önologen Alain Gruaz und Blaise Duboux zur Seite stehen.